# Казото (Асти)
Казото је насеље у Италији у округу Асти, региону Пијемонт.
Према процени из 2011. у насељу је живело 54 становника. Насеље се налази на надморској висини од 135 м.